# Lista chorążych reprezentacji Bahamów na igrzyskach olimpijskich
Lista chorążych reprezentacji Bahamów na igrzyskach olimpijskich – lista zawodników reprezentacji Bahamów, którzy podczas ceremonii otwarcia nowożytnych igrzysk olimpijskich nieśli flagę Bahamów.

## Chronologiczna lista chorążych
| Lp. | Rok i miejsce     | Chorąży                  | Dyscyplina    |
| --- | ----------------- | ------------------------ | ------------- |
| 1   | 1952, Helsinki    | b. d.                    |               |
| 2   | 1956, Melbourne   | b. d.                    |               |
| 3   | 1960, Rzym        | b. d.                    |               |
| 4   | 1964, Tokio       | b. d.                    |               |
| 5   | 1968, Meksyk      | b. d.                    |               |
| 6   | 1972, Monachium   | Mike Sands               | Lekkoatletyka |
| 7   | 1976, Montreal    | Mike Sands               | Lekkoatletyka |
| 8   | 1984, Los Angeles | Bradley Cooper           | Lekkoatletyka |
| 9   | 1988, Seul        | Durward Knowles          | Żeglarstwo    |
| 10  | 1992, Barcelona   | b. d.                    |               |
| 11  | 1996, Atlanta     | Frank Rutherford         | Lekkoatletyka |
| 12  | 2000, Sydney      | Pauline Davis-Thompson   | Lekkoatletyka |
| 13  | 2004, Ateny       | Debbie Ferguson-McKenzie | Lekkoatletyka |
| 14  | 2008, Pekin       | Debbie Ferguson-McKenzie | Lekkoatletyka |
| 15  | 2012, Londyn      | Chris Brown              | Lekkoatletyka |
| 16  | 2016, Rio         | Shaunae Miller           | Lekkoatletyka |